# 岡見勇信
岡見 勇信（おかみ ゆうしん、1981年7月21日 - ）は、日本の男性総合格闘家。神奈川県藤沢市出身。EXFIGHT所属。現修斗世界ミドル級王者。
総合格闘技のメジャー団体「UFC」でトップ選手として活躍し、ミドル級ランキング最高3位まで上り詰めた。UFCでの戦績も大きく勝ち越しており、ミドル級で世界トップクラスの選手と目されていた。

## 概要
体格の大きな外国人選手にも引けを取らない強靭なフィジカルを活かしたテイクダウンおよびパウンドを武器としている。
日本国内で経験を積んだキャリア初期以降は海外に活動の場を求め、世界と比較して日本人選手は体格やフィジカルで恵まれていないとされている中で、絶対的に不利なミドル級（-83.9kg）という階級でトップ選手として活躍。世界の名だたる強豪が参戦するUFCで、世界各地を転戦しながら勝ち続けて結果を残し、パウンド・フォー・パウンド最強と評されていたアンデウソン・シウバが保持するUFCミドル級王座に挑戦した。
UFCでは世界各地を転戦して活躍し、ドイツ、北アイルランド、ブラジルで開催された大会でメインイベントを務め、UFC 134とUFC 72の2大会では、ペイ・パー・ビューのメインイベントを務めた。

## 来歴
神奈川県藤沢市に生まれ、中学校では陸上競技部に所属、藤沢翔陵高校で柔道を始めた。卒業後はプロレスラーとなるべく新日本プロレスの入門テストを2度受けたが不合格だった。プロレスラーへの基礎体力作りのため知人に紹介された和術慧舟會に入門、半年後に出場したPRE-PRIDE.4で優勝を飾り、プロ総合格闘技デビューを果たした。

### PRIDE
2002年3月17日、PRIDEのオーディション企画、PRE-PRIDE.4で3連勝して優勝。
2002年7月20日、PRIDEの登竜門大会、THE BEST Vol.2に出場して松田英久と対戦し、1RにマウントポジションからのパンチでTKO勝ち。
2002年10月20日、PRIDEの登竜門大会、THE BEST Vol.3に出場してスティーブ・ホワイトと対戦し、2RにマウントポジションからのパンチでTKO勝ち。
2003年3月30日のアブダビコンバット日本予選男子88kg未満級で優勝。5月17日のアブダビコンバット世界大会では、1回戦でマット・リンドランドと対戦し敗北。10月10日にロシアの総合格闘技団体M-1 Globalに参戦し、アマール・スロエフと対戦するがTKO負け。
2004年2月15日、PRIDE本戦初参戦となったPRIDE 武士道 -其の弐-で桜井隆多と対戦し、判定勝ち。
2005年11月5日、HERO'S初参戦となったHERO'S 2005 in SEOULでイ・ミョンジュと対戦し、タオル投入によるTKO勝ち。
2006年1月20日、Rumble on the Rockのウェルター級（-79.5kg）トーナメントの1回戦でアンデウソン・シウバと対戦。テイクダウンを奪った直後、グラウンド状態でシウバが岡見の顔を蹴り上げる（ペダラーダ）反則を犯したため、失格勝ちとなった。準決勝ではジェイク・シールズに判定負けを喫した。

### UFC
2006年8月26日、UFC初出場となったUFC 62でアラン・ベルチャーを判定で下すと、10月14日のUFC 64ではカリブ・スターンズにTKO勝利。続く12月30日のUFC 66ではローリー・シンガーにマウントパンチでギブアップ勝利を収めた。
2007年4月8日、UFC 69で、互いにUFC無敗同士のマイク・スウィックと対戦。3-0の判定勝ちを収め、UFC4連勝を飾った。1週間後の4月15日、アブダビコンバット日本最終予選の男子88kg未満級で優勝。5月4日のアブダビコンバット世界大会では、1回戦でデミアン・マイアと対戦し敗北（マイアは優勝を果たした）。6月16日、UFC 72のメインイベントでリッチ・フランクリンと対戦。善戦するも、判定負けを喫し、UFCデビュー以来の連勝は4でストップした。10月20日のUFC 77でジェイソン・マクドナルドと対戦し、判定勝ち。この大会から「サンダー」というニックネームが付けられた。
2008年3月1日、UFC 82でエヴァン・タナーと対戦し、2Rに首相撲からの膝蹴りによるKO勝ち。9月6日のUFC 88でアンデウソン・シウバの持つミドル級王座への挑戦が決まりかけたが、タナー戦で骨折した右拳の影響で実現しなかった。12月27日、UFC 92でディーン・リスターと対戦、3-0で判定勝ちを収めた。
2009年5月24日、UFC 98でダン・ミラーとの対戦が決定していたが、膝の負傷で欠場した。10月24日、UFC 104でチェール・ソネンに判定負け、UFC2敗目を喫した。
2010年3月31日、UFC Fight Night: Florian vs. Gomiでルシオ・リニャーレスと対戦。1Rにリニャーレスの左目尻をカットさせると、2Rに傷がひどくなりドクターストップによるTKO勝ち。8月1日のUFC Live: Jones vs. Matyushenkoではマーク・ムニョスを相手に接戦の末2-1の判定勝ちを収めた。
2010年11月13日、UFC 122でネイサン・マーコートと対戦し、3-0の判定勝ちを収めた。UFC世界ミドル級王座挑戦権をかけた試合に勝ったことで王座挑戦権を獲得した。UFC戦績は12戦10勝2敗となった。
2011年8月27日、ブラジルで開催されたUFC 134でアンデウソン・シウバの持つUFC世界ミドル級王座に挑戦したが、2R序盤に右フックからのパウンドを受けTKO負けを喫し王座獲得に失敗した。
2012年2月26日、日本で開催されたUFC 144でティム・ボッシュと対戦。マウントポジションを奪うなど2Rまで優勢に進めるも、3Rにボッシュに押し込まれ、ケージ際でクリンチアッパーの連打を受け逆転のTKO負け。UFC2連敗となった。
2012年8月11日、UFC 150でバディ・ロバーツと対戦し、2RにバックマウントパンチでTKO勝ち。当初はルイス・カーニと対戦する予定であったが、カーニの負傷で対戦相手がホジマール・パリャーレスに変更。しかし、パリャーレスも負傷で欠場し、約二週間前にロバーツと対戦することが発表された。
2012年12月29日、UFC 155でアラン・ベルチャーと再戦し、判定勝ち。
2013年3月3日、日本で開催されたUFC on Fuel TV 8でミドル級ランキング8位のヘクター・ロンバードと対戦し、僅差の判定勝ち。
2013年6月19日、自身のブログ上において入籍したことを発表した。
2013年9月4日、UFC Fight Night: Teixeira vs. Baderでミドル級ランキング5位のホナウド・ジャカレイと対戦し、1RTKO負け。その後UFCからリリースされた事が報じられた。リリース時もUFCの公式ランキングではミドル級6位に位置しており、連敗をしていない上位ランカーがUFCをリリースされるのは稀なケースである。UFC戦績を13勝5敗とした。

### WSOF
2013年10月14日、レイ・セフォーが代表を務める総合格闘技団体WSOFと契約を結んだ。
2014年3月29日、WSOFデビュー戦となったWSOF 9でスヴェトロザル・ザヴォフと対戦し、2R肩固めで一本勝ち。
2014年11月15日、WSOF 15のWSOF世界ミドル級タイトルマッチで王者デヴィッド・ブランチに挑戦し、パウンドでTKO負けを喫し王座獲得に失敗した。
2015年10月17日、ウェルター級転向初戦となったWSOF 24でジョン・フィッチと対戦し、0-3の判定負けを喫した。
2016年12月31日、WSOF 34でポール・ブラッドリーと対戦し、2-1の判定勝ちを収めた。

### UFC
2017年9月23日、日本で開催されたUFC Fight Night: Saint Preux vs. Okamiにおいて、マウリシオ・ショーグンの負傷欠場により、急遽代役でUFCへ4年ぶりに復帰。ライトヘビー級6位のオヴィンス・サンプルーと対戦し、ヴォンフルーチョークで一本負け。この試合は、UFCからの岡見へのオファーは試合の6日前～1週間前だった。また、ウェルター級に転向していた岡見とライトヘビー級のサンプルーでは2階級（16kg）違うマッチメイクだった。
2018年4月14日、UFC on FOX 29でディエゴ・リマと対戦し、判定勝ちを収めた。
2018年12月2日、UFC Fight Night: dos Santos vs. Tuivasaでアレクセイ・クンチェンコと対戦し、0-3の判定負け。

### ONE Championship
2019年5月4日、ONE Championshipデビュー戦となったONE Championship: For Honorでキャムラン・アバソフと対戦し、TKO負けを喫した。
2019年10月13日、ONE Championship: Century Part 1でアギラン・ターニと対戦し、2-1の判定勝ちを収めた。

### 修斗
2023年12月2日、修斗初参戦としてキム・ジェヨンと対戦し、2-1の僅差の判定勝ちを収めた。
2024年11月30日、修斗世界ミドル級前王者シアー・バハドゥルザダの王座返上に伴い空位となった修斗世界同級チャンピオン決定戦でキム・ジェヨンと再戦し、3-0の判定勝ちを収めプロ初のタイトル獲得と同時に修斗史上最年長での世界王座戴冠となった。

## 人物・エピソード
- ニックネームの「サンダー」は、獣神サンダー・ライガーに因んで、「獣神」と「勇信」の語呂が似ていることからプロレス好きのUFCスタッフに付けられた[22]。
- UFC時代はしばしばアメリカに出稽古に行き、かつて戦ったチェール・ソネンやマット・リンドランドらと練習していた。
- 既婚者であり、息子がいる。
- 芸能プロダクションLDH JAPANとマネジメント契約している。
- 2019年にNewsweekの『世界が尊敬する日本人100人』に選出された[23]。
- テレビ朝日『陸海空 地球征服するなんて』（2018年8月放送）の、世界各国で「あなたの知ってる日本人は？」という聞き取り調査をする企画で、ブラジルで聞いた日本人知名度ランキングの8位に選ばれた[24]。

## 戦績

### プロ総合格闘技
| 総合格闘技 戦績 | 総合格闘技 戦績 | 総合格闘技 戦績 | 総合格闘技 戦績 | 総合格闘技 戦績 | 総合格闘技 戦績 | 総合格闘技 戦績 |
| --------------- | --------------- | --------------- | --------------- | --------------- | --------------- | --------------- |
| 53 試合         | (T)KO           | 一本            | 判定            | その他          | 引き分け        | 無効試合        |
| 38 勝           | 11              | 6               | 20              | 1               | 0               | 0               |
| 15 敗           | 7               | 1               | 7               | 0               | 0               | 0               |

| 勝敗 | 対戦相手                 | 試合結果                             | 大会名                                                                | 開催年月日     |
| ○    | キム・ジェヨン           | 5分5R終了 判定3-0                    | PROFESSIONAL SHOOTO 2024 vol.8 【修斗世界ミドル級チャンピオン決定戦】 | 2024年11月30日 |
| ○    | キム・ジェヨン           | 5分3R終了 判定2-1                    | FIGHT&MOSH                                                            | 2023年12月2日  |
| ×    | アウンラ・ンサン         | 1R 1:42 TKO（パウンド）              | ONE 163: Akimoto vs. Petchtanong                                      | 2022年11月19日 |
| ○    | アギラン・ターニ         | 5分3R終了 判定2-1                    | ONE Championship: Century Part 1                                      | 2019年10月13日 |
| ×    | ジェームズ・ナカシマ     | 5分3R終了 判定0-3                    | ONE Championship: Dawn of Heroes                                      | 2019年8月2日   |
| ×    | キャムラン・アバソフ     | 2R 1:10 TKO                          | ONE Championship: For Honor                                           | 2019年5月5日   |
| ×    | アレクセイ・クンチェンコ | 5分3R終了 判定0-3                    | UFC Fight Night: dos Santos vs. Tuivasa                               | 2018年12月2日  |
| ○    | ディエゴ・リマ           | 5分3R終了 判定3-0                    | UFC on FOX 29: Poirier vs. Gaethje                                    | 2018年4月14日  |
| ×    | オヴィンス・サンプルー   | 1R 1:40 ヴォンフルーチョーク         | UFC Fight Night: Saint Preux vs. Okami                                | 2017年9月23日  |
| ○    | アンドレ・ロバト         | 5分3R終了 判定3-0                    | PFL: Everett                                                          | 2017年7月29日  |
| ○    | ポール・ブラッドリー     | 5分3R終了 判定2-1                    | WSOF 34: Gaethje vs. Firmino                                          | 2016年12月31日 |
| ○    | 鈴木槙吾                 | 1R 2:06 チョークスリーパー           | PANCRASE 279                                                          | 2016年7月24日  |
| ○    | 桜井隆多                 | 2R 4:23 TKO（タオル投入）            | DEEP 75 IMPACT 〜DEEP15周年大会〜                                     | 2016年2月27日  |
| ×    | ジョン・フィッチ         | 5分3R終了 判定0-3                    | WSOF 24: Fitch vs. Okami                                              | 2015年10月17日 |
| ×    | デヴィッド・ブランチ     | 4R 3:39 TKO（右フック→パウンド）     | WSOF 15: Branch vs. Okami 【WSOF世界ミドル級タイトルマッチ】          | 2014年11月15日 |
| ○    | スヴェトロザル・ザヴォフ | 2R 4:46 肩固め                       | WSOF 9: Carl vs. Palhares                                             | 2014年3月29日  |
| ×    | ホナウド・ジャカレイ     | 1R 2:47 TKO（右ストレート→パウンド） | UFC Fight Night: Teixeira vs. Bader                                   | 2013年9月4日   |
| ○    | ヘクター・ロンバード     | 5分3R終了 判定2-1                    | UFC on Fuel TV 8: Silva vs. Stann                                     | 2013年3月3日   |
| ○    | アラン・ベルチャー       | 5分3R終了 判定3-0                    | UFC 155: dos Santos vs. Velasquez 2                                   | 2012年12月29日 |
| ○    | バディ・ロバーツ         | 2R 3:05 TKO（バックマウントパンチ）  | UFC 150: Henderson vs. Edgar 2                                        | 2012年8月11日  |
| ×    | ティム・ボッシュ         | 3R 0:54 TKO（スタンドパンチ連打）    | UFC 144: Edgar vs. Henderson                                          | 2012年2月26日  |
| ×    | アンデウソン・シウバ     | 2R 2:04 TKO（右フック→パウンド）     | UFC 134: Silva vs. Okami 【UFC世界ミドル級タイトルマッチ】            | 2011年8月27日  |
| ○    | ネイサン・マーコート     | 5分3R終了 判定3-0                    | UFC 122: Marquardt vs. Okami                                          | 2010年11月13日 |
| ○    | マーク・ムニョス         | 5分3R終了 判定2-1                    | UFC Live: Jones vs. Matyushenko                                       | 2010年8月1日   |
| ○    | ルシオ・リニャーレス     | 2R 2:47 TKO（ドクターストップ）      | UFC Fight Night: Florian vs. Gomi                                     | 2010年3月31日  |
| ×    | チェール・ソネン         | 5分3R終了 判定0-3                    | UFC 104: Machida vs. Shogun                                           | 2009年10月24日 |
| ○    | ディーン・リスター       | 5分3R終了 判定3-0                    | UFC 92: The Ultimate 2008                                             | 2008年12月27日 |
| ○    | エヴァン・タナー         | 2R 3:00 KO（左膝蹴り）               | UFC 82: Pride of a Champion                                           | 2008年3月1日   |
| ○    | ジェイソン・マクドナルド | 5分3R終了 判定3-0                    | UFC 77: Hostile Territory                                             | 2007年10月20日 |
| ×    | リッチ・フランクリン     | 5分3R終了 判定0-3                    | UFC 72: Victory                                                       | 2007年6月16日  |
| ○    | マイク・スウィック       | 5分3R終了 判定3-0                    | UFC 69: Shootout                                                      | 2007年4月7日   |
| ○    | ローリー・シンガー       | 3R 4:03 ギブアップ（マウントパンチ） | UFC 66: Liddell vs. Ortiz 2                                           | 2006年12月30日 |
| ○    | カリブ・スターンズ       | 3R 1:40 TKO（バックマウントパンチ）  | UFC 64: Unstoppable                                                   | 2006年10月14日 |
| ○    | アラン・ベルチャー       | 5分3R終了 判定3-0                    | UFC 62: Liddell vs. Sobral                                            | 2006年8月26日  |
| ○    | 竹内出                   | 3R 3:39 TKO（マウントパンチ）        | D.O.G VI                                                              | 2006年6月11日  |
| ○    | パン・ジウォン           | 1R 4:38 TKO（パウンド）              | MARS WORLD FIGHTING GP in 幕張                                        | 2006年5月13日  |
| ×    | ジェイク・シールズ       | 5分3R終了 判定0-2                    | Rumble on the Rock 9 【ウェルター級トーナメント 準決勝】              | 2006年4月21日  |
| ○    | アンデウソン・シウバ     | 1R 2:33 失格（ペダラーダ）           | Rumble on the Rock 8 【ウェルター級トーナメント 1回戦】               | 2006年1月20日  |
| ○    | イ・ミョンジュ           | 1R 2:44 TKO（タオル投入）            | HERO'S 2005 in SEOUL                                                  | 2005年11月5日  |
| ○    | ダミアン・リシオ         | 1R 2:24 TKO（パウンド）              | D.O.G III                                                             | 2005年9月17日  |
| ○    | ニック・トンプソン       | 1R 0:29 ギブアップ（右肘の脱臼）     | D.O.G II                                                              | 2005年6月11日  |
| ○    | ブライアン・フォスター   | 3R 2:53 肩固め                       | D.O.G                                                                 | 2005年3月12日  |
| ○    | 石川英司                 | 5分3R終了 判定3-0                    | PANCRASE 2004 BRAVE TOUR                                              | 2004年10月12日 |
| ×    | ファラニコ・ヴァイタレ   | 5分3R終了 判定1-2                    | SuperBrawl 36                                                         | 2004年6月18日  |
| ○    | 桜井隆多                 | 5分2R終了 判定3-0                    | PRIDE 武士道 -其の弐-                                                 | 2004年2月15日  |
| ○    | 窪田幸生                 | 1R 1:47 TKO（パウンド）              | DEMOLITION                                                            | 2004年1月18日  |
| ×    | アマール・スロエフ       | 1R 4:44 TKO（パウンド）              | M-1 MFC: Russia vs. The World 6                                       | 2004年6月18日  |
| ○    | 花田和弘                 | 1R 4:47 TKO（マウントパンチ）        | DEMOLITION                                                            | 2003年7月21日  |
| ○    | 長谷川秀彦               | 5分2R終了 判定3-0                    | DEMOLITION                                                            | 2003年5月1日   |
| ○    | 佐藤光留                 | 5分2R終了 判定3-0                    | PANCRASE 2003 HYBRID TOUR                                             | 2003年1月26日  |
| ○    | 中台宣                   | 5分2R終了 判定3-0                    | PANCRASE 2002 SPIRIT TOUR                                             | 2002年11月30日 |
| ○    | スティーブ・ホワイト     | 2R 3:25 ギブアップ（マウントパンチ） | THE BEST Vol.3                                                        | 2002年10月20日 |
| ○    | 佐々木恭介               | 5分2R終了 判定3-0                    | DEMOLITION                                                            | 2002年9月8日   |

### アマチュア総合格闘技
| 勝敗 | 対戦相手     | 試合結果                      | 大会名                 | 開催年月日    |
| ○    | 松田英久     | 1R 3:25 TKO（マウントパンチ） | THE BEST Vol.2         | 2002年7月20日 |
| ○    | ツツイユウキ | 1R 三角絞め                   | PRE-PRIDE.4 【決勝】   | 2002年3月17日 |
| ○    | 内藤征弥     | 判定                          | PRE-PRIDE.4 【準決勝】 | 2002年3月17日 |
| ○    | 大野敏彦     | 判定                          | PRE-PRIDE.4 【1回戦】  | 2002年3月17日 |

### グラップリング
| 勝敗 | 対戦相手             | 試合結果       | 大会名                                      | 開催年月日    |
| ×    | デミアン・マイア     | ポイント(-1)-0 | ADCC 2007 【88kg未満級 1回戦】              | 2007年5月5日  |
| ○    | 三原秀美             | ポイント2-0    | ADCC 2007 JAPAN TRIAL 【88kg未満級 決勝】   | 2007年4月15日 |
| ○    | 山下志功             | ポイント8-0    | ADCC 2007 JAPAN TRIAL 【88kg未満級 準決勝】 | 2007年4月15日 |
| ○    | 大類宗次朗           | ポイント5-2    | ADCC 2007 JAPAN TRIAL 【88kg未満級 1回戦】  | 2007年4月15日 |
| ×    | マット・リンドランド | ポイント       | ADCC 2003 【88kg未満級 1回戦】              | 2003年5月17日 |
| ○    | 山下志功             | ポイント5-0    | ADCC 2003 日本予選 【88kg未満級 決勝】      | 2003年3月30日 |
| ○    | 守屋健一朗           |                | ADCC 2003 日本予選 【88kg未満級 準決勝】    | 2003年3月30日 |
| ○    | 外山慎平             |                | ADCC 2003 日本予選 【88kg未満級 2回戦】     | 2003年3月30日 |
| ○    | 西口正人             | ポイント6-0    | ADCC 2003 日本予選 【88kg未満級 1回戦】     | 2003年3月30日 |

## 獲得タイトル
- PRE-PRIDE.4 優勝（2002年）
- ADCC 2003 日本予選 88kg未満級 優勝（2003年）
- ADCC 2007 日本予選 88kg未満級 優勝（2007年）
- 第6代修斗世界ミドル級王座（2024年）

## 出演

### テレビ番組
- Get Sports（2013年4月14日、テレビ朝日）
- Get Sports（2013年10月14日、テレビ朝日）

### テレビドラマ
- レッドブルー（2024年12月 - 放送中、 毎日放送）MMA監修

### CM
- アンダーアーマー I WILL.SAMURAI （2013年4月）

## 入場テーマ曲
- BATTLE WITHOUT HONOR OR HUMANITY(布袋寅泰) - 旧入場曲。